# Microsite
Microsite, rovněž nazývaná minisite či weblet, je webdesignerským názvem pro speciální malý web, fungující jako doplněk hlavní webové prezentace. Rovněž ji lze označit za prostředek marketingu. Hlavní stránka microsite má zpravidla také svou vlastní URL adresu nebo doménu. Většinou jsou používány k prezentování specifického okruhu informací – ať již článků (nekomerčně) či společností nebo produktů (komerčně). Na microsite může odkazovat hlavní prezentace anebo může být microsite od hlavní prezentace úplně oddělena – např. odlišným grafickým provedením, ovládáním, záměrem, cílovou skupinou atp. Hlavní rozdíl microsite oproti hlavní prezentaci je její účel a soudržnost skupiny informací oproti širokému rozsahu hlavní prezentace (např. portálu nebo firemního webu).

## Typy a využití microsites
Microsites zveřejňující textový obsah mohou sloužit např. jako stránky či skupiny stránek obsahující informace o dovolených, událostech, svátcích nebo podobných záležitostech. Jejich účelem je uvést více detailních informací, než by mohlo být uvedeno na hlavní webové prezentaci. Namísto strukturování všech dat do jedné prezentace, jsou mnohdy vytvářeny dočasné, oddělené microsites – menší weby, informující o dílčích aktivitách, událostech, aspektech jistých tematických celků atp.
Microsites jsou rovněž často používány také ke zveřejňování „efektivních“ článků. Například maloobchodník se zábavními potřebami může vytvořit microsite obsahující texty o historii svátků jako Valentýn, Halloween nebo jiné podobné události. Komerční účel této stránky pak – kromě prodeje zboží – může jejím návštěvníkům poskytovat také jistou přidanou hodnotu; to právě jak kvůli prodeji, tak také pro svůj bohatý obsah vedoucí k větší úspěšnosti ve fulltextových vyhledávačích.
Microsites mohou být použity také k čistě komerčním účelům. A to k detailnímu popisu produktu, služby či celé společnosti, zvýraznění televizní či rádiové reklamní kampaně, k propagaci interaktivní soutěže (tzv. Advergaming); výjimkou není ani bohatý textový doprovod či podpora produktu nebo např. popis nové technologie. Microsite může např. zvýraznit nový produkt od stávající nabídky, naplno demonstrovat jeho přednosti a zaměřit se na jeho komplexní propagaci, jelikož v konkurenci ostatních produktů by mohl být v rámci prezentace méně vidět. Např. výrobce automobilů může prezentovat nový hybridní vůz a podporovat prodej prostřednictvím microsite zaměřené na popis výhod hybridních technologií.
Microsites mohou záměrně obsahovat množství klikatelných klíčových slov a kontextové reklamy (Pay per click či PPC) a být tak vytvářeny právě za účelem vydělat peníze na reklamě. Microsites jsou s podobným účelem vytvářeny také k udržování tematického okruhu bohatého na klíčová slova se záměrem získat vysoké hodnocení internetových vyhledávačů díky správně zvolenému uživateli vyhledávanému obsahu.
Vyšším typem microsites jsou satelitní weby, které dále rozšiřují především uživatelské funkce webu a tím si kolem sebe budují komunitu pravidelných návštěvníků a uživatelů. Jejich přidaná hodnota je proto mnohem vyšší a z hlediska svých cílů jsou mnohem efektivnější (např. proto, že s jejich uživateli se dá pracovat mnohem déle).

## Příklady microsites
Přestože se mikrosite používá převážně ke komerčním účelům, v historii českého Internetu najdeme mikrosite určené k podpoře různých aktivit. Autoři mikrosite často spoléhají na šíření adresy jejich webu pomocí virálního marketingu.
Bojkot.cz
Koncem října roku 1998 oznámila telekomunikační společnost SPT Telecom, že dojde ke zvýšení ceny za telefonní hovory. Toto zvýšení dosahovalo 60 %. Patrick Zandl, tehdejší šéfredaktor a zakladatel Mobil.cz, se po dohodě s publicistou Ondřejem Neffem a zakladatelem portálu Seznam.cz Ivo Lukačovičem rozhodli pro uspořádání protestu proti tomuto zdražení. Vznikla inicitativa Internet proti monopolu (IPM) a doména Bojkot.cz.
Podle Patricka Zandla došlo během dne k návštěvnosti 1 800 IP adres. Na Bojkot.cz odkazovaly servery Seznam.cz, Atlas.cz, Mobil.cz, Neviditelný pes, Svět namodro a mnohé další. Dne 18. listopadu uživatelé a provozovatelé 800 internetových stránek vystavili na internetu prohlášení v němž se připojili k podpoře akce proti zdražování připojení k internetu .
Výsledkem složitých jednání bylo zavedení tarifu Internet 99, později Internet 2000 a zlevnění ceny za připojení k Internetu pro domácnosti. SPT Telecom navíc zavedl jednotná telefonní čísla pro vytáčené připojení k Internetu, takže již nebyli znevýhodněni obyvatelé vesnic, kteří před touto změnou museli vytáčet meziměstská čísla.
Predrazene-myto.cz
Hlavním cílem dnes již nefunkční internetové stránky Predrazene-myto.cz bylo upozornit veřejnost na údajně protiprávní postup zadavatele zakázky na vybudování a provozování systému dálničního mýtného. Společnost Autostrade kritizovala výběrové řízení Ministerstva dopravy ČR. Na webových stránkách mimo jiné překládala dokumenty a cenová srovnání s vítěznou zakázkou konkurenční společnosti Kapsh. Součástí akce byl také lobbing mezi poslanci a senátory, tištěná inzerce nebo reklamní kampaň na zpravodajských a ekonomických internetových serverech. Zmíněnou internetovou stránku si dle tvrzení PR agentury za dva měsíce po spuštění zobrazilo přes 3 tisíce unikátních IP adres. Celkově byly staženy dokumenty v rozsahu 970 MB.
Tento projekt public relations agentury Bison & Rose PR obdržel hlavní ocenění v kategorii Corporate Reputation . Nejvyšší ovšem správní soud v září roku 2007 potvrdil , že byl výsledek výběrového řízení platný. V tendru sice byly chyby, ale nemohly prý ovlivnit pořadí nabídek. Také Úřad pro ochranu hospodářské soutěže výsledek výběrového řízení dvakrát potvrdil .
BudemeBezPrace.cz
Podnikatel a živnostník Karel Baborský (Elektrotechnic.cz) spustil v roce 2008 informační mikrosite Budemebezprace.cz. Cílem stránek bylo upozornit na chystanou vyhlášku Ministerstva práce a sociálních věcí, která mimo jiné zatíží podnikatele náklady ve výši 8 milionů korun . V této souvislosti vystoupil provozovatel stránek v hlavní zpravodajské relaci TV Prima , byl citován odborným webem Podnikatel.cz , časopisem Strategie  a serverem ITBIZ.cz . Na stránky upozornila také Krajská hospodářská komora Moravskoslezského kraje .